# میهن‌پرست (فیلم ۱۹۲۸)
میهن‌پرست (به انگلیسی: The Patriot) فیلمی نیمه‌زندگی‌نامه‌ای به کارگردانی ارنست لوبیچ و با بازی امیل یانینگز، لوئیس استون و فلورنس ویدور محصول سال ۱۹۲۸ کشور ایالات متحده است.